# Mauno Kuusla
Mauno Kuusla (21 de noviembre de 1931 – 29 de enero de 2013) fue un director de fotografía finlandés.

## Biografía
Hijo de los actores Arvo Kuusla y Irja Kuusla, y hermano del también intérprete Matti Kuusla, Mauno Kuusla se inició en la industria cinematográfica siendo todavía un niño, apareciendo junto a su madre y su hermano en la película Suomisen Olli rakastuu (1944). En sus primeros años trabajó en películas de la productora Suomen Filmiteollisuus como asistente de cámara. Sin embargo, es conocido por ser director de fotografía en numerosas producciones cinematográficas y televisivas, destacando el largometraje Näköradiomiehen ihmeelliset siekailut (1969) y la serie televisiva Hukkaputki. 